# Tetrapyrgos dendrophora
Tetrapyrgos dendrophora är en svampart som först beskrevs av Rolf Singer, och fick sitt nu gällande namn av E. Horak 1987. Tetrapyrgos dendrophora ingår i släktet Tetrapyrgos och familjen Marasmiaceae.   Inga underarter finns listade i Catalogue of Life.